# Гибридное преступление
Гибри́дное преступле́ние (англ. hybrid offence, dual offence, Crown option offence, dual procedure offence, wobbler) — особая группа преступлений в странах общего права, которые могут преследоваться как в суммарном порядке, так и по обвинительному акту. В США такие преступления могут быть мисдиминорами или тяжкими уголовными преступлениями и предполагают как заключение в окружную тюрьму (англ. jail) (приговор за мисдиминор), так и в тюрьму штата англ. prison (за тяжкое уголовное преступление).

## Американское право
Если в штатах США основное преступление является гибридным, то обвинитель имеет свободу выбора, к какой группе приписать обвиняемого. Прокуроры могут намеренно представлять такие преступления как тяжкие, соглашаясь впоследствии на признание их мисдиминорами, если обвиняемый готов раскаяться.
Получив свидетельские показания на предварительном слушании дела, судья или мировой судья может снизить степень тяжести гибридного преступления до мисдиминора, но повысить её не разрешается.
Когда несовершеннолетний признаётся судом по делам несовершеннолетних правонарушителем и должен предстать перед судом без участия присяжных или на открытом процессе, судья может классифицировать тяжкое уголовное гибридное преступление как мисдиминор.

## Канадское право
Полномочие выбирать вид гибридного преступления оставлено за адвокатом короны. Гибридные преступления могут преследоваться либо в порядке суммарного производства (малозначительные преступления), либо по обвинительному акту (серьёзные преступления). В большинстве случаев преступлений, преследуемых по обвинительному акту, лицо имеет право на слушание дела в суде присяжных.